# Schlittschuh Club Langnau Tigers
Les Schlittschuh Club Langnau Tigers (SC Langnau Tigers, abrégé SCL Tigers) sont un club de hockey sur glace de la ville de Langnau im Emmental dans le canton de Berne en Suisse. Il évolue en National League.

## Histoire
Le 22 janvier 2011, pour la première fois depuis l'introduction des play-off en 1986 et leur remontée en Ligue Nationale A en 1998, ils se qualifient pour les séries éliminatoires à la suite de leur victoire du jour contre les Lakers de Rapperswil 3-2.
Le 16 avril 2013, ils perdent le barrage de promotion-relégation contre le Lausanne Hockey Club 4 victoires à 2 et sont relégués en Ligue Nationale B.
Le 9 avril 2015, après deux saisons passées en LNB, les Tigers remontent dans l'élite du hockey suisse en gagnant 4 à 0 la série de promotion-relégation contre les SC Rapperswil-Jona Lakers.

## Palmarès
- Champion de LNA
  - 1976
- Champion de LNB
  - 1961, 1987, 1998 et 2015

## Effectif actuel
| No    | Nom                    | Nat. | Position  | Arrivée                       |
| ----- | ---------------------- | ---- | --------- | ----------------------------- |
| +038, | Stéphane Charlin       |      | Gardien   | 2023 - Genève-Servette HC     |
| +039, | Luca Boltshauser       |      | Gardien   | 2022 - Lausanne HC            |
| +009, | Brian Zanetti          |      | Défenseur | 2023 - Petes de Peterborough  |
| +015, | Tim Mathys             |      | Défenseur | 2024 - Rhinos d'El Paso       |
| +021, | Bastian Guggenheim     |      | Défenseur | Formé au club                 |
| +024, | Noah Meier             |      | Défenseur | 2023 - ZCS Lions              |
| +034, | Claudio Cadonau        |      | Défenseur | 2022 - EV Zoug                |
| +042, | Phil Baltisberger      |      | Défenseur | 2024 - ZCS Lions              |
| +046, | Vili Saarijärvi        |      | Défenseur | 2022 - Lukko                  |
| +050, | Juuso Riikola          |      | Défenseur | 2023 - IK Oskarshamn          |
| +051, | Claude-Curdin Paschoud |      | Défenseur | 2024 - CP Berne               |
| +072, | Samuel Erni            |      | Défenseur | 2017 - EV Zoug                |
| +090, | Jonas Schwab           |      | Défenseur | Formé au club                 |
| +008, | Saku Mäenalanen        |      | Attaquant | 2023 - Jets de Winnipeg       |
| +010, | Joshua Fahrni          |      | Attaquant | 2024 - CP Berne               |
| +013, | Oskars Lapinskis       |      | Attaquant | 2016 - Dinamo Riga            |
| +016, | Michal Krištof         |      | Attaquant | 2024 - HK Sotchi              |
| +022, | Joel Salzgeber         |      | Attaquant | 2016 - HC Viège               |
| +025, | Aleksi Saarela         |      | Attaquant | 2021 - Lukko                  |
| +028, | Dario Allenspach       |      | Attaquant | 2024 - EV Zoug                |
| +037, | Sean Malone            |      | Attaquant | 2023 - Americans de Rochester |
| +040, | Flavio Schmutz – A     |      | Attaquant | 2020 - HC Fribourg-Gottéron   |
| +063, | Dario Rohrbach         |      | Attaquant | 2022 - HC Ajoie               |
| +066, | Jiří Felcman           |      | Attaquant | Formé au club                 |
| +071, | Julian Schmutz – A     |      | Attaquant | 2023 - HC Davos               |
| +082, | Harri Pesonen – C      |      | Attaquant | 2021 - Ak Bars Kazan          |
| +083, | Darels Dukurs          |      | Attaquant | 2018 - HS Riga                |
| +087, | Timo Jenni             |      | Attaquant | Formé au club                 |
| +091, | Matthias Rossi         |      | Attaquant | 2023 - HC Fribourg-Gottéron   |
| +094, | Patrick Petrini        |      | Attaquant | 2017 - HC Ambrì-Piotta        |

## Numéros retirés
- #12  Todd Elik
- #17  Daniel Aegerter
- #26  Martin Gerber
- #44  Walter Gerber